# Filipka (dolina)

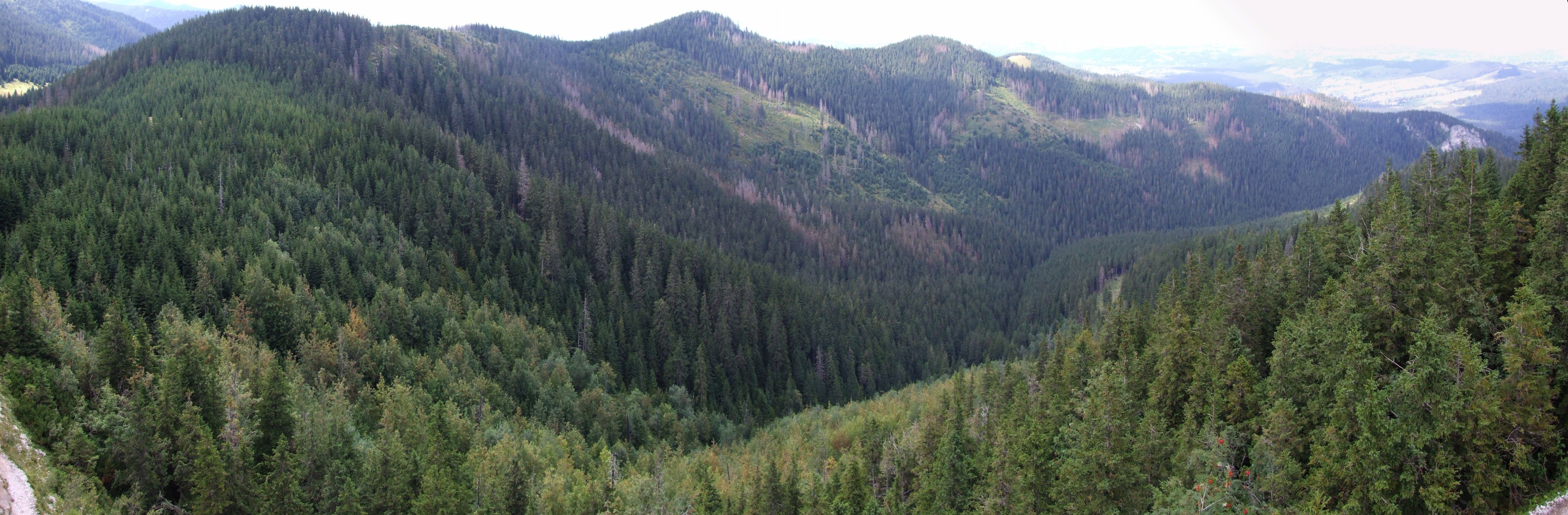
Dolina Filipka, widok z Gęsiej Szyi

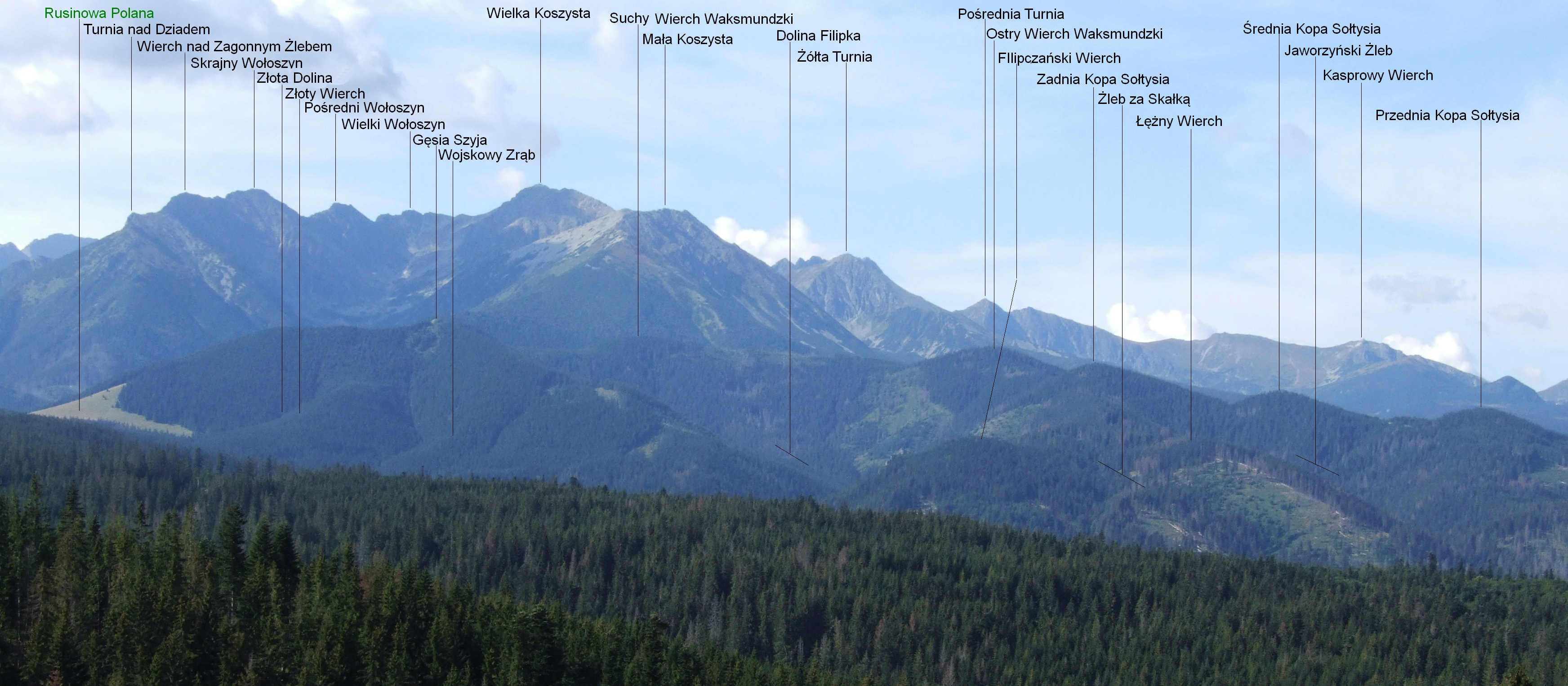
Widok z Głodówki

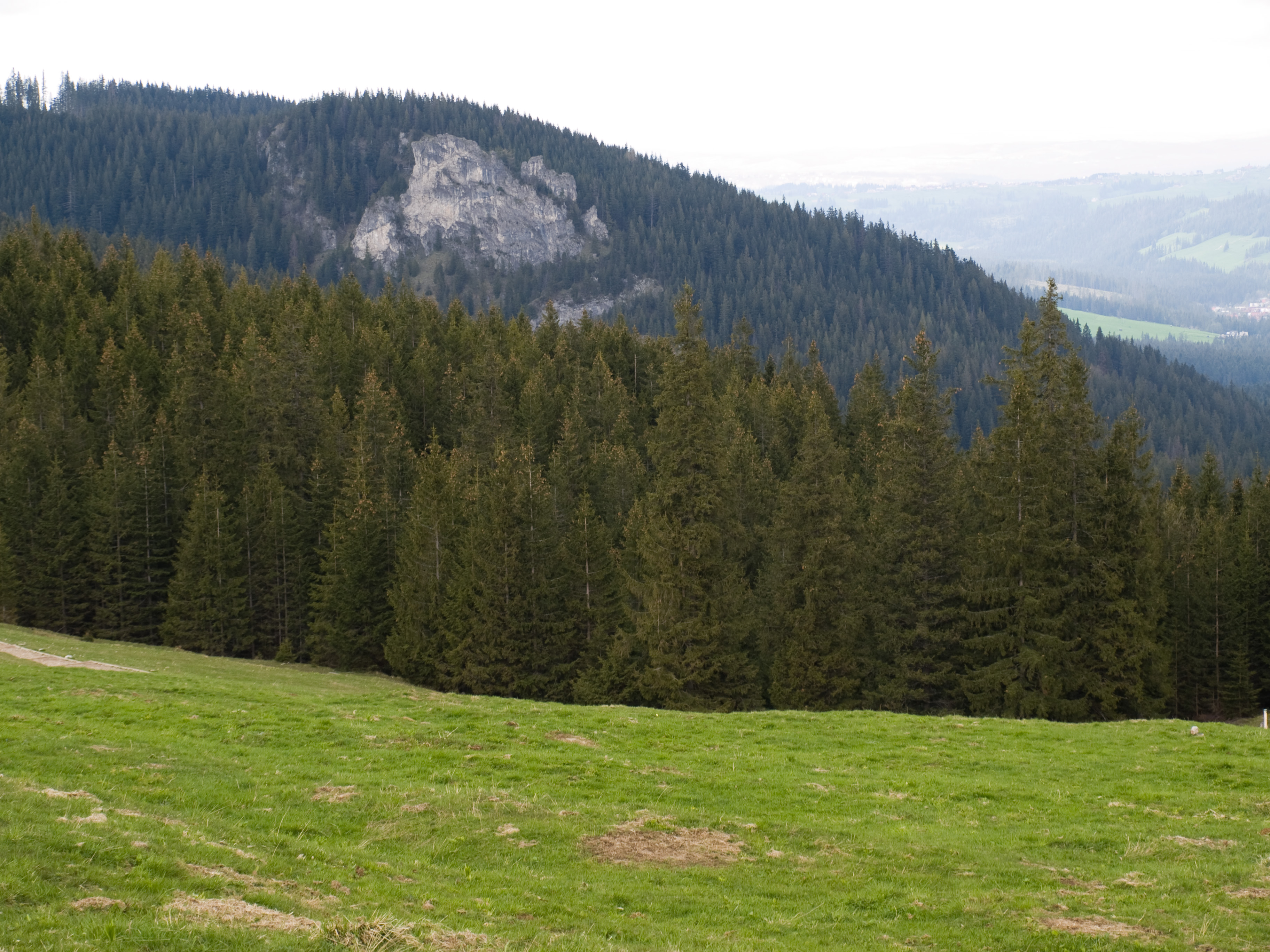
Filipczański Wierch i dolina Filipka widziana z Rusinowej Polany

Filipka – jedna z najmniej znanych turystom dolin Tatr Polskich, wcinająca się w zbocza Gęsiej Szyi i schodząca w kierunku północnym w okolicach Zazadniej. Dolina ma dwa odgałęzienia:
- Żleb za Skałką, odchodzący w kierunku południowo-zachodnim, wcinający się pomiędzy Łężny Wierch (1246 m) a Filipczański Wierch (1206 m), podchodząc pod Niżnią Filipczańską Przełęcz (1199 m n.p.m.)
- Dolinę Złotą, która odgałęzia się od głównej części doliny Filipki w kierunku południowym, w miejscu, w którym Złoty Potok wpada do Filipczańskiego Potoku. Dolinę Złotą od głównej części doliny Filipki oddziela ramię Gęsiej Szyi zakończone Wiktorówkami[2].

Filipkę otaczają Gęsia Szyja i należące do jej masywu szczyty: Suchy Wierch Waksmundzki, Ostry Wierch, Zadnia Kopa Sołtysia (najbardziej na południe wysunięta z Kop Sołtysich) i Filipczański Wierch.
Są to obszary o dużej wartości przyrodniczej. Na 80-metrowej wysokości Filipczańskiej Skałce rosną limby, a na dolomitowym urwisku Skałka w 1954 r. odkryto gniazdo bardzo rzadkiego drozda skalnego. W 1844 r. Ludwik Zejszner podziwiał tutaj wiekowe buki i jawory „o chorobliwym wyglądzie”. W świetlistych miejscach w lesie rośnie lilia złotogłów. Tereny doliny są także ostoją dzięcioła czarnego, myszołowa, jelenia, wędrują tędy niedźwiedzie. Na zboczach Filipczańskiego Wierchu znajdują się formy skałkowe oraz siedem niewielkich, nieudostępnionych turystom, jaskiń, min. Szczelina za Paśnikiem, Grota Filipczańska nad Mostkiem, Jaskinia Filipczańska Niżnia i Grota Filipczańska Wyżnia. Górną część doliny Filipki obejmowała dawniej Hala Filipka wraz z położoną na wysokości ok. 1090 m n.p.m. Filipczańską Polaną. Od nazwy hali pochodzi nazwa doliny.

## Szlaki turystyczne
lesisty, niebieski szlak turystyczny. Rozpoczyna się on przy drodze Oswalda Balzera w Zazadniej i prowadzi obok Sanktuarium Maryjnego na Wiktorówkach i dalej Doliną Złotą na Rusinową Polanę (1:15 h, ↓ 1:05 h).